# Syzygium pteropodum
Syzygium pteropodum är en myrtenväxtart som först beskrevs av Karl Moritz Schumann och Carl Karl Adolf Georg Lauterbach, och fick sitt nu gällande namn av Elmer Drew Merrill och Lily May Perry. Syzygium pteropodum ingår i släktet Syzygium och familjen myrtenväxter. Inga underarter finns listade i Catalogue of Life.